# Diminuito
Diminuito is het tweede muziekalbum dat Rolf Lislevand opnam voor het Duitse platenlabel ECM Records. Zijn eerste bevatte muziek die te omschrijven valt als jazz met een klassieke achtergrond. Diminuito is een album dat muziek bevat uit de middeleeuwen, hier en daar wel gearrangeerd, maar de klank is toch middeleeuws. Diminuito is een techniek die de melodielijn sterk inkort (kortere toonduur), zodat een sneller geheel ontstaat. De techniek dateert uit de renaissance en dat is het tijdperk waarin Lislevand zich verdiept en dan met name in de 16e-eeuwse Italiaanse muziek.  

## Musici
- Rolf Lislevand – luit, vihuela de mano
- Linn Andrea Fuglseth, Anna Maria Friman – zangstem
- Giovanna Pessi – tripleharp (harp uit Italië)
- Marco Ambrosini – nyckelharpa
- Thor-Herald Johnsen – chitarra battente, vihuela de mano, luit
- Michael Beringer – klavichord, orgel
- Bjorn Kjellemyr – colascione (tokkelinstrument)
- David Mayora – percussie

## Muziek
1. Ricercata prima van Vincenzo Capirola (5:02)
2. Saltarello van John Ambrosio Dalza (2:35)
3. Piva van Dalza (3:57)
4. Petit Jacquet van Giovanni Antonio Terzi/Quinta pars van Diego Ortiz (9:43)
5. La perra mora Anoniem (4 :26)
6. Susanne un jour van Terzi/Recercada settima van Ortiz (10:15)
7. Canon/La Spagna van Francecso di Milano/Passamezzo Gaillard van Thomas Robinson/Recercada segunda van Ortiz (6:09)
8. Fantasia que contrahaze la harpa en la manera de Ludovico van Alonso Mudarra (5:14)
9. Vestiva i colli van Terzi/Recercada quinta van Ortiz (6:30)
10. Tourdion (4:15)